# 德拉·托雷家族
德拉·托雷家族（中世紀拉丁語：Torriani或De la Turre），是一個於12－14世紀勢力快速提升的義大利倫巴底貴族家族，該家族持續統治米蘭一直到被維斯孔蒂家族趕下台。他們一直是堅定的教宗派擁護者，幾個世紀以來，家族的眾多分支已獲得許多貴族或騎士團頭銜。Torre在義大利語的意思是「塔」，他們也以此作為家徽。

## 家族起源
德拉·托雷家族最早是一個居住在瓦爾薩西納的普里馬盧納的小貴族。家族第一個被記錄的成員是瓦爾薩西納伯爵（Conte della Val Sassina）馬蒂諾（Martino），綽號"巨人"（il Gigante），他參與了十字軍東征並於1148年死於大馬士革。馬蒂諾的兒子雅可波（Jacopo）娶了貝爾塔·維斯孔蒂（Berta Visconti），並且作為米蘭攝政。雅可波的孫子雷蒙多·德拉·托雷是科莫主教（1262年－1273年），並於之後擔任阿奎萊亞牧首（1273年－1299年），雅可波的另一個孫子薩爾維諾（Salvino，1240年？－1287年）是韋爾切利的城鎮行政長官及帕爾馬領主。

## 米蘭統治者
雅可波的兒子帕加諾·德拉·托雷於1240年成為了米蘭的市民官（一種中世紀常見的頭銜）一直到他於1247年去世。帕加諾的弟弟馬蒂諾·德拉·托雷進一步加強對城市的統治，並成為米蘭領主（義大利貴族頭銜），開始了近50年德拉·托雷家族對米蘭的統治，他於1263年死去，並將統治權給了自己的另一個兄弟，菲利波（Flippo），德拉·托雷家族的統治領土還包括貝加莫、科莫（Como）、萊科（Lecco）、洛迪（Lodi）、諾瓦拉、瓦雷澤和韋爾切利，他們也透過聯盟及血緣關係，經由當地小貴族馬吉家族控制了布雷西亞。

## 喪失統治權
拿波列奧內·德拉·托雷於1265獲得政權，但他於1277年被米蘭大主教奧托內·維斯孔蒂擊敗，他在接下來的一年受到監禁並在獄中去世。拿波列奧內的弟弟弗朗切斯科積極地與維斯孔蒂家族對抗，但他最後仍死於1281年的德西奧戰役。憑藉著此次勝利，奧托內掌握了米蘭及周邊屬地的統治權，他的姪孫，同樣也是米蘭大主教的馬特奧一世·維斯孔蒂繼承了他的頭銜。馬特奧於1302年被拿波列奧內的兒子柯蘭多·德拉·托雷以及弗朗切斯科的兒子圭多·德拉·托雷聯合擊敗，圭多重新掌權，德拉·托雷家族復辟。不過好景不常，圭多因為煽動人民對抗神聖羅馬帝國皇帝亨利七世失敗，被迫於1311年逃亡，他於逃亡中的1312年夏天去世，馬特奧一世復位，德拉·托雷家族對米蘭的統治至此結束。家族的部分資產被維斯孔蒂家族沒收，一直到1332年在若望二十二世的協調下才有條件取回。

## 家族分支

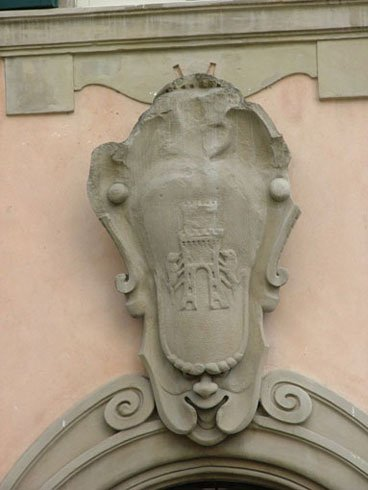
位於馬拉迪的托里亞尼宮牆上的家族徽章

在米蘭失勢後，家族分成了許多支系，像是托里亞尼·迪·門德里西奧家族（Torriani di Mendrisio）、托斯卡納的托里亞尼·迪·馬拉迪家族（Torriani di Marradi in Toscana）、馮·圖爾恩·瓦爾薩西納家族（von Thurn Valsassina，Thurn為Torre的德文變形）、圖爾恩和塔西斯家族（一個16世紀起對歐洲郵政有很大影響力的家族）、德拉·托雷·迪·雷佐尼科家族（Della Torre di Rezzonico，教宗克雷芒十三世就是來自此家族）、德拉·托雷·迪·瓦爾卡莫尼卡家族（Della Torre di Val Camonica）、德拉·托雷·迪·瓦爾迪索列和瓦爾布列西納家族（Della Torre di Val di Sole e Val Bresima）、博維奧·德拉·托雷家族（Bovio della Torre）等。